# ديلا ديفيدسون
ديلا ديفيدسون (بالإنجليزية: Della Davidson)‏ هي راقصة أمريكية، ولدت في 1951 في تكساس في الولايات المتحدة، وتوفيت في 13 مارس 2012 في سانتا فيه في الولايات المتحدة بسبب سرطان الثدي.